# Драб

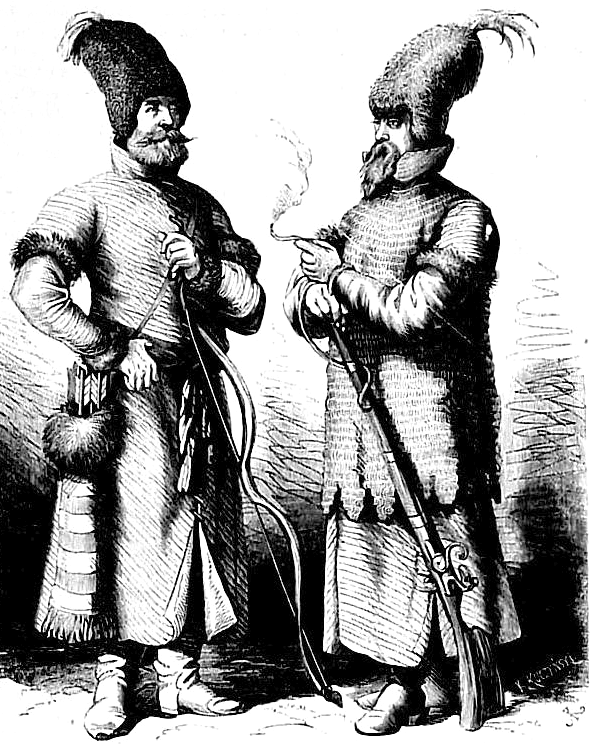
Литовські драби, XVI сторіччя.

Драб (пол. drab) — рядовий воїн найманої піхоти, що була на службі Великого князівства Литовського і Корони Польської наприкінці XV–XVI століть. У іншому значенні — обідранець, босяк. Також вживається у кличній формі як лайливе слово.
На українських землях кількість драбів була незначною. Драби розташовувалися невеликими ротами по 50–100 осіб у найголовніших містах краю. Київський гарнізон налічував 200—300 драбів.
Зазвичай, драби у роті ділилися на дві рівні частини, одна з яких була озброєна вогнепальною зброєю (аркебуз, мушкет), інша — холодною (алебарда, спис та ін.). Кожен драб мав меч або шаблю.
Драби добре зарекомендували себе у війнах із Молдавським князівством і Московською державою. Під час татарських нападів унаслідок своєї нечисленності й малорухомості вони використовувалися для оборони замків.